# Buřňák Audubonův
Buřňák Audubonův neboli buřňák tmavohřbetý (Puffinus lherminieri) je běžný tropický mořský pták z čeledi buřňákovitých, z rodu Puffinus. Někteří autoři také považují za poddruh buřňáka Audubonova i buřňáka perského, oficiálně se ale jedná o samostatný druh. Mimo tento sporný poddruh má buřňák Audobonův několik oficiálních poddruhů: P. l. colstoni, P. l. dichrous, P. l. gunax, P. l. lherminieri, P. l. loyemilleri, P. l. nicolae, P. l. subalaris a P. l. temptator.

## Popis

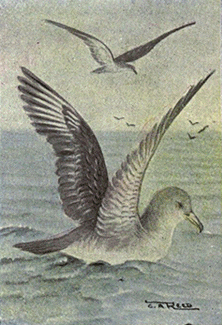
Ilustrace od Chestera A. Reeda

Buřňáci Audubonovi jsou v průměru 30 cm velcí ptáci (tedy poměrně velcí), vážící okolo 170 g, v závislosti na množství a typu potravy. Rozpětí křídel je 64 až 72 cm, ocas asi 8,5 cm dlouhý. Od jiných druhů buřňáků je poměrně snadno rozeznatelný díky matně černým nebo tmavě hnědým (sytost barvy záleží i na poddruhu) horním partiím. Duhovka je tmavá, nohy růžové. Pohlavní dimorfismus je nevýrazný, mladší jedinci mají výraznější barvy a mláďata jsou šedo-bílá.
Jedním z mála zaměnitelných druhů je buřňák severní, který má také horní polovinu těla tmavě hnědou až černou, zatímco dolní partie jsou sněhově bílé. V některých případech je možné zaměnit je s buřňáky menšími, kteří se vyskytují v podobné oblasti, jako buřňák Audobonův.

## Výskyt a populace

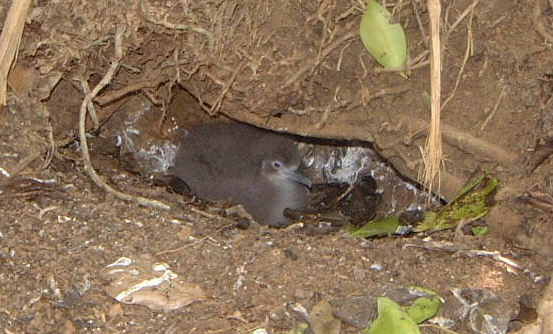
Mládě v podzemním hnízdě

Obecně se buřňák Audubonův vyskytuje v celém Indickém oceánu na sever až k Arabskému moři, po celém severozápadním Pacifiku, a dále i v Karibiku a východní části Atlantiku, jedná se tedy o druh s velkým rozsahem. Je to druh tropických vod a jen některé poddruhy se mohou vyskytovat i více na severu a většinou jen na krátkou dobu. Na rozdíl od jiných druhů buřňáků, tento druh nemigruje na příliš velké vzdálenosti.
Je pravdou, že některé menší populace jsou ohrožené, ale obecně se jedná o velmi rozšířeného ptáka s velkou populací, proto se dle IUCN řadí mezi málo dotčené, tedy nechráněné druhy.

## Ekologie
Dále se jedná o ptáka přizpůsobivého různým podmínkám, od životu na pobřeží až na otevřené moře. Co se potravy týče, pak si ji většinou shání pomocí potápění do vody. Na jeho jídelníčku najdeme malé druhy ryb, chobotnice a zelené řasy. Od ostatních buřňáků se liší i tím, že nevyhledává lodě, spíše jen výjimečně nebo vůbec.
Tento druh je koloniální, hnízdí v malých norách a štěrbin v horninách na skalistých ostrůvcích. Období hnízdění probíhá v závislosti na podnebí a poddruhu. Vajíčka v provizorních hnízdech střídavě inkubují oba rodiče po dobu asi 14 dní. Ta mívají asi 37 g. Po 49-51 dnech rodiče mládě opouštějí a nechávají ve hnízdě, popř. ve skalní dutině. Tam mládě ještě krátkou chvíli zůstává a shání si potravu. Ve věku osmi let jsou pak ptáci dostatečně vyspělí, aby se začali množit. Běžně se ve volné přírodě dožívají až 15 let.